# 洛佩·德·维加剧院 (塞维利亚)

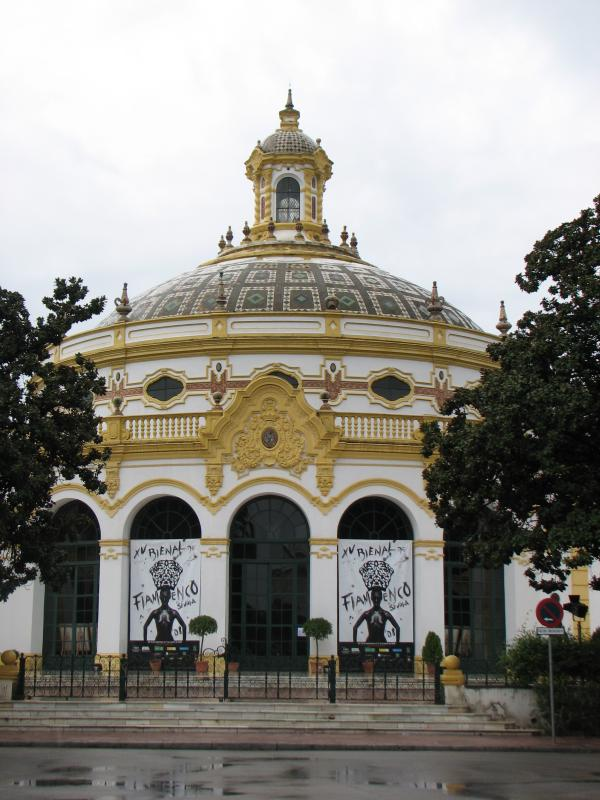
入口

洛佩·德·维加剧院（西班牙語：Teatro Lope de Vega）是西班牙塞维利亚的一个巴洛克风格的小型剧院，为1929年伊比利亚-美洲博览会而建，与赌场都设于塞维利亚馆（Pabellón de Sevilla）内，位于玛丽亚路易莎公园内，秘鲁馆以北
剧院以16世纪西班牙剧作家洛佩·德·维加命名。于1929年3月30日开幕。
博览会之后，此剧院时开时关，西班牙内战期间一度用作医院，又遭大火和洪水破坏。目前仍是塞维利亚重要的文化活动中心，和西班牙最重要的剧院之一。